# Lijst van voetbalinterlands Jordanië - Singapore
Deze lijst van voetbalinterlands is een overzicht van alle officiële voetbalwedstrijden tussen de nationale teams van Jordanië en Singapore. De landen hebben tot op heden acht keer tegen elkaar gespeeld. De eerste ontmoeting, een vriendschappelijke wedstrijd, vond plaats in Zarka op 31 januari 2008. Het laatste duel, eveneens een vriendschappelijke wedstrijd, werd gespeeld op 5 oktober 2019 in Amman.

## Wedstrijden
| № | Plaats    | Datum            | Competitie                 | Wedstrijd            | Uitslag |
| - | --------- | ---------------- | -------------------------- | -------------------- | ------- |
| 1 | Zarka     | 31 januari 2008  | Vriendschappelijk          | Jordanië − Singapore | 2 − 1   |
| 2 | Singapore | 28 januari 2009  | Azië Cup 2011 kwalificatie | Singapore − Jordanië | 2 − 1   |
| 3 | Amman     | 3 maart 2010     | Azië Cup 2011 kwalificatie | Jordanië − Singapore | 2 − 1   |
| 4 | Singapore | 11 oktober 2011  | WK 2014 kwalificatie       | Singapore − Jordanië | 0 − 3   |
| 5 | Amman     | 11 november 2011 | WK 2014 kwalificatie       | Jordanië − Singapore | 2 − 0   |
| 6 | Amman     | 6 februari 2013  | Azië Cup 2015 kwalificatie | Jordanië − Singapore | 4 − 0   |
| 7 | Singapore | 4 februari 2014  | Azië Cup 2015 kwalificatie | Singapore − Jordanië | 1 − 3   |
| 8 | Amman     | 5 oktober 2019   | Vriendschappelijk          | Jordanië − Singapore | 0 − 0   |

## Samenvatting
| Competitie            | Totaal gespeeld | Winst Jordanië | Gelijk | Winst Singapore | Doelsaldo Jordanië – Singapore |
| --------------------- | --------------- | -------------- | ------ | --------------- | ------------------------------ |
| WK-kwalificatie       | 2               | 2              | 0      | 0               | 5 − 0                          |
| Azië Cup-kwalificatie | 4               | 3              | 0      | 1               | 10 − 4                         |
| Vriendschappelijk     | 2               | 1              | 1      | 0               | 2 − 1                          |
| Totaal                | 8               | 6              | 1      | 1               | 17 − 5                         |

JFA · A-internationals · Bondscoaches · Selecties · Jordaans vrouwenelftal · Olympisch elftal · Jordanië U20 · Jordanië U19 · Jordanië U18 · Jordanië U17
1953 – 1969 · 
1970 – 1979 · 
1980 – 1989 · 
1990 – 1999 · 
2000 – 2009 · 
2010 – 2019 ·
2020 − 2029
1953 · 
1954 · 1955 · 1956 · 
1957 · 
1958 · 1959 · 1960 · 1961 · 1962 · 
1963 · 
1964 · 
1965 · 
1966 · 
1967 · 1967 · 1969 · 1970 · 
1971 · 
1972 · 1973 · 
1974 · 
1975 · 
1976 · 
1977 · 1978 · 1979 · 1980 · 
1981 · 
1982 · 
1983 · 
1984 · 
1985 · 
1986 · 
1987 · 
1988 · 
1989 · 
1990 · 
1991 · 
1992 · 
1993 · 
1994 · 1995 · 
1996 · 
1997 · 
1998 · 
1999 · 
2000 · 
2001 · 
2002 · 
2003 · 
2004 · 
2005 · 
2006 · 
2007 · 
2008 · 
2009 · 
2010 · 
2011 · 
2012 · 
2013 · 
2014 ·
2015 ·
2016 ·
2017 ·
2018 ·
2019 ·
2020 ·
2021 ·
2022 ·
2023
Afghanistan ·
Albanië ·
Algerije ·
Armenië ·
Australië ·
Azerbeidzjan ·
Bahrein ·
Bangladesh ·
Bosnië en Herzegovina ·
Bulgarije ·
Cambodja ·
China ·
Colombia ·
Cyprus ·
Ecuador ·
Egypte ·
Estland ·
Filipijnen ·
Finland ·
Georgië ·
Haïti ·
Hongarije ·
Hongkong ·
India ·
Indonesië ·
Irak ·
Iran ·
Ivoorkust ·
Jamaica ·
Japan ·
Jemen ·
Kazachstan ·
Kenia ·
Kirgizië ·
Koeweit ·
Kosovo ·
Kroatië ·
Laos ·
Libanon ·
Libië ·
Litouwen ·
Maleisië ·
Malta ·
Marokko ·
Mauritanië ·
Moldavië ·
Nepal ·
Nieuw-Zeeland ·
Nigeria ·
Noord-Korea ·
Noorwegen ·
Oezbekistan ·
Oman ·
Pakistan ·
Palestina ·
Paraguay ·
Qatar ·
Saoedi-Arabië ·
Servië ·
Sierra Leone ·
Singapore ·
Slowakije ·
Soedan ·
Spanje ·
Sri Lanka ·
Syrië ·
Tadzjikistan ·
Taiwan ·
Thailand ·
Trinidad en Tobago ·
Tsjaad ·
Tunesië ·
Turkmenistan ·
Uruguay ·
Verenigde Arabische Emiraten ·
Vietnam ·
Wit-Rusland · 
Zambia ·
Zimbabwe ·
Zuid-Jemen ·
Zuid-Korea ·
Zuid-Soedan ·
Zweden
FAS · 
Lijst van A-internationals · 
Singaporees vrouwenelftal
1960 – 1969 ·
1970 – 1979 ·
1980 – 1989 ·
1990 – 1999 ·
2000 – 2009 ·
2010 – 2019
Afghanistan ·
Argentinië ·
Australië · 
Azerbeidzjan · 
Bahrein · 
Bangladesh · 
Brunei · 
Cambodja · 
Canada · 
China · 
Denemarken · 
Fiji ·
Filipijnen · 
Finland · 
Ghana · 
Guam ·
Hongkong · 
India · 
Indonesië · 
Irak · 
Iran · 
Israël · 
Japan · 
Jemen ·
Jordanië · 
Kazachstan · 
Kirgizië · 
Koeweit · 
Laos · 
Libanon · 
Macau · 
Malediven · 
Maleisië · 
Mauritius ·
Mongolië · 
Myanmar · 
Nepal · 
Nieuw-Zeeland · 
Noord-Korea · 
Noorwegen · 
Oezbekistan · 
Oman · 
Oost-Timor · 
Pakistan · 
Palestina · 
Papoea-Nieuw-Guinea ·
Polen · 
Qatar ·
Salomonseilanden · 
Saoedi-Arabië · 
Sri Lanka · 
Syrië · 
Tadzjikistan · 
Taiwan · 
Thailand · 
Turkmenistan · 
Uruguay · 
Verenigde Arabische Emiraten · 
Vietnam · 
Zuid-Korea · 
Zuid-Vietnam · 
Zweden